# Oberinntal
Oberinntal je údolí Innu v rakouském státě Tyrolsko. Je to část Inntalu od rakousko-švýcarské hranice na Finstermünzpassu (se švýcarským Engadinem) až po soutok Melachu s Innem, několik kilometrů západně od Innsbrucku. Je to tedy pokračování Engadinu ve Švýcarsku. Oblast mezi hranicí a Landeckem se nazývá Oberes Gericht. Oberinntal patří k Tyrolskému Oberlandu.

## Geografie
Údolí (bez Oberes Gericht) je asi 90 km dlouhé, obklopené horami tyčícími se do výšky až 3000 m. Odděluje Severní vápencové Alpy od vyšších centrálních Alp.
Ve srovnání s Unterinntalem je Oberinntal užší a je tvořen roklemi na mnoha místech, například těsně před Landeckem a Imstem (Zams a Roppen). Od Silzu je údolí rozsáhlejší. Údolí je lemováno nízkými horskými terasami, včetně nejvyšší na náhorní plošině Mieminger. Do Oberintalu ústí údolí Pitzal a Ötzal z jihu a údolí Stanzer a Gurktal ze západu.
Hranice mezi Oberinntalem a Unterinntalem je u ústí Melachu poblíž obce Zirl a řeky Inn, naproti Meilbrünnl poblíž Martinswald probíhá stará hranice mezi Sonnenburgem a Hörtenbergem.

## Osídlení
Centra měst se nachází na vyvýšených místech náplavových kuželů potoků nebo na nízko položených horských terasách. Největšími městy a regionálními centry jsou: třetí největší obec v Tyrolsku Telfs (15 920 obyvatel), Imst (10 628), Zirl (8146) a Landeck (7642).

## Hospodářství a doprava
V Oberintalu je několik průmyslových areálů, ale mnoho obyvatel za prací dojíždí. Landeck, Imst a Telfs býval střediskem textilního průmyslu. V širších úsecích údolí a na nízkých horských terasách jsou dobré podmínky pro zemědělství. Cestovní ruch je provozován více v bočních údolích.
Oberinntal je důležitou komunikační osou východ-západ z Insbrucku k Arlbergu. Údolím vede Arlberská železnice, dálnice A12 a Tyrolská silnice (B 171). Údolím vedou také komunikace v jižním směru z Fernpassu do Reschenu stejně jako v minulosti zde vedla starověká silnice Via Claudia Augusta.